# Helio Matheus
Helio Matheus (Rio de Janeiro, 5 de julho de 1940 - 9 de fevereiro de 2017) foi um cantor e compositor brasileiro.
Depois de começar a carreira de músico apresentando-se em boates do Rio e de São paulo (cidade), gravou seu primeiro compacto em 1968. Sua primeira composição de sucesso foi Comunicação, defendida por Vanusa no Festival Internacional da Canção de 1969 e regravada em 1970 por Elis Regina no disco Em Pleno Verão. Gravou em 1975 o seu primeiro LP, Matheus Segundo Matheus. O disco contou com arranjos de Oberdan Magalhães, Zé Rodrix e Chiquinho de Moraes, além de participação da banda Azymuth. Chegou a incluir duas músicas em trilhas sonoras de novelas da Rede Globo: Boi da Cara Branca, em O Astro e O Poeta e a Lua, em À Sombra dos Laranjais. Teve mais de 150 músicas gravadas, entre elas Mais Kriola, gravada por Wanderléa em 1973, Camisa 10 (em parceria com Luis Vagner, o guitarreiro), em 1973, Alma Nua, gravada por Gilliard em 1988, Garimpeiro Real, gravada por Dominguinhos em 1994, entre outras.
Na década de 1980, mudou-se para São Paulo, onde trabalhou na Sociedade Independente de Compositores e Autores Musicais (SICAM). Continuou compondo para cantores como Sérgio Reis, Dominguinhos, GIlliard, Franco Scornavacca e Jair Rodrigues. 
Vítima do alcoolismo, passou os últimos anos de vida vivendo em albergues. Voltou para o Rio de Janeiro e morou no Retiro dos Artistas até morrer de pneumonia, em 2017.

## Discografia
- 1975 - Matheus segundo Matheus
- 1996 - Renascer